# L'occhio della morte
L'occhio della morte (Destroyer) è un film statunitense del 1988 diretto da Robert Kirk.